# Завгородній Сергій Олексійович
Сергі́й Олексі́йович Завгоро́дній (2 квітня 1908, Миронівка − 19 серпня 1994, Дніпропетровськ) — український радянський письменник; член Спілки радянських письменників України з 1948 року. Протягом 1949—1960 та 1963—1968 років обіймав посаду відповідального секретаря Дніпропетровської обласної спілки письменників України. 

## Життєпис
Народився 20 березня [2 квітня] 1908 року у селі Миронівці (нині у складі села Семенівки Кам'янського району Дніпропетровської області, Україна) у сім'ї селянина-середняка. У 1927 році працював у райкомі комсомолу, з 1928 року — електромотористом на Дніпродзержинському металургійному заводі. Був секретарем комсомольської ячейки в селі Аулах.
Навчався на робітфаці в Кам'янську. Учився згодом у Київському зоотехнічному інституті, на філологічному факультеті Київського інституту народної освіти.
Журналістикою почав займатися з 1933 року. В часі чисток змушений тікати з Києва, із одним рукописом «Антона Негнибіди» дістався до Ірпеня, де й прожив певний час — повість позитивно оцінив Юрій Яновський.
Протягом 1941—1945 років — у Червоній армії. Брав участь у боях Другої світової війни; воював під Запоріжжям, на Кавказі; співробітник фронтових газет «Вперед», «За разгром врага», «Фронтовик». Нагороджений ювілейним орденом Вітчизняної війни II ступеня (6 квітня 1985), бойовими медалями: «За бойові заслуги» (6 листопада 1942), «За оборону Кавказу», «За перемогу над Німеччиною у Великій Вітчизняній війні 1941—1945 рр.».
Після демобілізації працював в Криничанському райкомі партії, потім почав займатися письменництвом. В 1959 році на 4-му з'їзді письменників України виступав проти номенклатурників, які використовували у спілкуванні «суржик».
1968 року його «пішли» з посади голови обласної спілки письменників під час кампанії проти роману Олеся Гончара «Собор». Радянська влада постійно за ним стежила за його прямоту — син згадував, що він міг у 1980-х сказати, що був у злочинній партії (понад 50 років), що одним словом «колгосп» можна лякати людей.

### Сім'я
З дружиною, Євгенією Меркуріївною, (до шлюбу Петришина) виховали двох синів — Олександра — поета та перекладача з естонської і Геннадія — прозаїка і журналіста та доньку Світлану. Батько Сергія Завгороднього, Олексій Завгородній — радянський партійний діяч, член ВУЦВК.

## Творчість
Низку творів присятив війні — повісті
- «Краса дівоча», 1968, (виходила друком 10 разів);
- «Мати наша, мати», 1973;
- «Так давно і так недавно…», 1982.

У збірці нарисів
- «Джерела молодості», 1949,
- повістей «У грозову ніч», 1968,
- «Б'ють джерела» піднімаються питання екології, збереження степових річок, непрості людські взаємини,
- «Ломівка» — про захист садиби Олеся Гончара під час забудови стандартного житлового масиву; разом з Валентином Чемерисом та іншими письменниками змогли відстояти.

Вийшли друком повісті та оповідання —
- «Повість», 1957,
- «Любов»,
- «Антон Негнибіда», (перевидавали іще 6 разів),
- «Степові притчі»,
- «До кого сміється степ»,
- «Дві долі жіночі», 1961,
- «Пора красування», 1987,
- «Чи заграє цитра (оповідання-спогад)», 2005.